# C.I.A. Operative: Solo Missions
| Русскоязычные издания | Русскоязычные издания |
| Издание               | Оценка                |
| --------------------- | --------------------- |
| Absolute Games        | 40 %                  |

C.I.A. Operative: Solo Missions (с англ. — «Оперативник ЦРУ: одиночные миссии») — компьютерная игра для Windows. Её релиз состоялся в 2001 году.

## Игровой процесс

### Персонажи
- Энрико Сальваторе — наркобарон.
- Борис Копов — босс мафии.
- Мохаммед Хусейн — международный военный преступник.

### Оружие
За всё время игры представлено 3 вида оружия:
- Пистолет с глушителем
- Снайперская винтовка
- Автомат

### Уровни
Всего в игре 6 уровней, действие которых происходит в таких странах как Колумбия, Украина, Россия, Ирак. После первого полного прохождения игры открывается возможность проходить игру с модификацией «Бигфут», которая заменяет противников-людей на бигфутов.